# Końska Kopa (Góry Sowie)
Końska Kopa (niem.  Querkoppe ), 596 m n.p.m. – wzniesienie w południowo-zachodniej Polsce, w Sudetach Środkowych, w środkowej części Gór Sowich.
Wzniesienie położone na terenie Parku Krajobrazowego Gór Sowich w północno-środkowej części Gór Sowich, na północno-wschodniej ich krawędzi, około 2,6 km na południowy zachód od centrum Nowej Bielawy dzielnicy Bielawy. Kopulaste wzniesienie o zróżnicowanej rzeźbie i ukształtowaniu oraz dość stromych zboczach: północnych, zachodnich i wschodnich, z wyrazistą powierzchnią szczytową. Wznosi się w końcowym opadającym odcinku bocznego grzbietu, który odchodzi od Kalenicyj w kierunku północno-wschodnim. Od dwuwierzchołkowego wzniesienia Chmieliny, położonej po północnej stronie oddzielone jest doliną Ciemny Jar.
Wzniesienie wyraźnie wydzielają doliny: od północy dolina Ciemny Jar a od zachodu wykształcona dolina, którą płynie potok górski Bielawica, płynie. Północne zbocze wzniesienia stromo opada do potoku Bielawica tworząc południową ścianę Ciemnego Jaru. Wzniesienie zbudowane z prekambryjskich gnejsów i migmatytów. Zbocza wzniesienia pokrywa niewielka warstwa młodszych osadów z okresu zlodowaceń plejstoceńskich.
Cała powierzchnia wzniesienia łącznie z partią szczytową porośnięta jest lasem świerkowo bukowym regla dolnego. Dolinami wydzielającymi wzniesienie prowadzą drogi leśne. U podnóża wzniesienia, po północno - wschodniej stronie rozciąga się Ciemny Jar, V-kształtna dolina, w której koryto ma Bielawica. Położenie wzniesienia, kształt oraz kopulasty szczyt czynią wzniesienie rozpoznawalnym w terenie.

## Inne
- Na szczyt wzniesienia prowadzi z Ciemnego Jaru, doliną Bielawicy leśna droga.
- Wzniesienie w przeszłości nosiło nazwę:  Querkoppe, Przekora[1].